# Lydia (Louisiana)
Lydia és una població dels Estats Units a l'estat de Louisiana. Segons el cens del 2000 tenia 1.079 habitants.

## Demografia
Segons el cens del 2000, Lydia tenia 1.079 habitants, 385 habitatges, i 302 famílies. La densitat de població era de 243,6 habitants/km².
Dels 385 habitatges en un 34,5% hi vivien nens de menys de 18 anys, en un 62,6% hi vivien parelles casades, en un 10,4% dones solteres, i en un 21,3% no eren unitats familiars. En el 17,9% dels habitatges hi vivien persones soles el 9,4% de les quals corresponia a persones de 65 anys o més que vivien soles. El nombre mitjà de persones vivint en cada habitatge era de 2,8 i el nombre mitjà de persones que vivien en cada família era de 3,16.
Per edats la població es repartia de la següent manera: un 26,5% tenia menys de 18 anys, un 8,7% entre 18 i 24, un 29,6% entre 25 i 44, un 22,3% de 45 a 60 i un 12,9% 65 anys o més.
L'edat mediana era de 36 anys. Per cada 100 dones de 18 o més anys hi havia 104,4 homes.
La renda mediana per habitatge era de 41.146 $ i la renda mediana per família de 42.500 $. Els homes tenien una renda mediana de 36.176 $ mentre que les dones 19.211 $. La renda per capita de la població era de 16.395 $. Entorn del 3,9% de les famílies i el 5,1% de la població estaven per davall del llindar de pobresa.

## Poblacions més properes
El següent diagrama mostra les poblacions més properes.